# HE 0437-5439
HE 0437-5439는 대마젤란 은하에 위치한 폭주성이자 B형 주계열성이다. 유럽 남방 천문대는 820mm짜리 초거대 망원경(VLT, Very Large Telescope)을 사용하여 이 별을 발견하였다. HE 0437-5439의 나이는 현재 3,000만 년 정도이다. 질량은 태양의 약 9배 정도이며 거리는 황새치자리 방향으로 약 20만 광년 정도이다. 이 별은 대마젤란 은하(LMC)에서 뛰쳐나온 별로 추정된다. 이 별의 적색 편이는 1초 단위는 723 km/s, 1시간 단위는 260만 km/h의 속도로 빠르게 후퇴하고 있다. 이렇게 속도가 빨라진 이유는 중력이 휘는 것, 즉 초대질량 블랙홀과 관련이 있다. 즉, HE 0437-5439는 원래 쌍성이었으나, 대마젤란 은하의 초대질량 블랙홀 쪽으로 가다가 하나는 빨려 들어갔고, 다른 하나는 튕겨졌다.

## 같이 보기
- 항성 운동학
- 청색 낙오성